# Intel Research Lablets
Los Intel Research Labs eran una división de investigación de Intel . La organización fue conocida durante la mayor parte de su existencia como Intel Research, pero hacia el final de su existencia el nombre Intel Research se redefinió para referirse a toda la investigación realizada en Intel, incluido el trabajo realizado fuera de los laboratorios.
En su apogeo, hubo seis Intel Research Labs. Los cuatro laboratorios universitarios estaban alojados en universidades asociadas, mientras que los dos laboratorios internos estaban integrados dentro de sitios normales de Intel. Intel Research Berkeley fue organizado por UC Berkeley, Intel Research Seattle por la Universidad de Washington, Intel Research Pittsburgh por la Universidad Carnegie Mellon, e Intel Research Cambridge por la Universidad de Cambridge en el Reino Unido .
Además, el Laboratorio de Investigación de Personas y Prácticas (PaPR) realizó una investigación etnográfica en el campus de Intel en Hillsboro, Oregón, y una en la sede de Intel en Santa Clara, California . El PaPR de Intel estaba compuesto por sociólogos, psicólogos y antropólogos cuyo trabajo era comprender cómo las personas vivían sus vidas con o sin tecnología, y cómo la tecnología podría ayudar  Utilizaban la etnografía como su metodología, que implica tratar de entender cómo las personas viven sus vidas, visitando a los consumidores en sus hogares y lugares de trabajo para observar el comportamiento de las personas en sus propios términos y dentro de sus experiencias. A menudo, los consumidores no pueden articular lo que buscan en un producto, característica de producto o servicio. El laboratorio PaPR de Intel podía, mediante la etnografía, descubrir tendencias emergentes que luego informarían la estrategia empresarial de Intel. Al comprender la perspectiva de un grupo, los consumidores, podían comunicarla a otro, como los responsables de decisiones empresariales e ingenieros de Intel. La Dra. Genevieve Bell dirigió PaPR durante muchos años. 

## Historia
Intel Research (como se conocía entonces) fue creado en el año 2000, bajo el liderazgo de David L. Tennenhouse. Tennenhouse tenía como objetivo modelar su nueva organización de investigación basándose en la Agencia de Proyectos de Investigación Avanzada de Defensa de EE. UU. (DARPA), donde anteriormente había sido director de la Oficina de Tecnología de la Información. Tennenhouse promovió la idea de la "computación proactiva", en la que imaginaba que los usuarios interactuarían con los objetos que los rodean, y estos objetos serían capaces de tener una "vida digital". 
En 2001, Intel Research adoptó un modelo de investigación colaborativa abierta. En este modelo, los investigadores de Intel trabajaban directamente con profesores y estudiantes de la universidad anfitriona y compartían conocimientos libremente. El contrato con la universidad anfitriona establecía que toda la propiedad intelectual (IP) resultante de un proyecto de investigación sería de propiedad conjunta entre ambas partes. Cada laboratorio estaba dirigido por un profesor de la universidad anfitriona, con el doble objetivo de construir conexiones profundas con la universidad y evitar cualquier conflicto o malentendido entre el laboratorio y la universidad.. Entre los directores de los laboratorios se encontraban David Culler, Eric Brewer, Joseph M. Hellerstein, Mahadev Satyanarayanan, Todd Mowry, Gaetano Borriello, James Landay y David Wetherall.
Debido a la naturaleza abierta del acuerdo de investigación, los laboratorios se centraron en áreas que no eran fundamentales para el negocio de Intel, de modo que Intel no necesitaba controlar la propiedad intelectual. En cambio, los laboratorios trabajaron en temas como la computación ubicua y las redes de sensores que podrían ayudar a crear demanda de productos Intel alineados. 
En diciembre de 2005, Tennenhouse dejó la empresa para dirigir A9.com y Andrew A. Chien, un ex profesor con experiencia en informática de alto rendimiento en la Universidad de California en San Diego, asumió su puesto.  Chien dejó Intel en mayo de 2010 para regresar al mundo académico como profesor en la Universidad de Chicago . Justin Rattner, director de tecnología de Intel, se hizo cargo de Intel Labs y además se nombraron varios vicepresidentes de Intel Labs.
El laboratorio de Cambridge cerró en octubre de 2006.   Los otros tres laboratorios fueron cerrados en enero de 2011.   En lugar de ello, Intel anunció que financiaría directamente la investigación, y que su primera subvención se destinaría a la creación del Centro Intel de Ciencia y Tecnología para la Computación Visual en la Universidad de Stanford, dirigido por Pat Hanrahan .  
En la mayoría de los casos, los proyectos se realizaron en asociación con una universidad anfitriona. Algunos ejemplos:
- Plataforma de identificación y detección inalámbrica (WISP) [12]
- Claytronics [13]
- Sistema operativo Tiny [14]
- Computación urbana
- Árbol hash de prefijo
- PlanetLab [15]